# Bogdan IV.

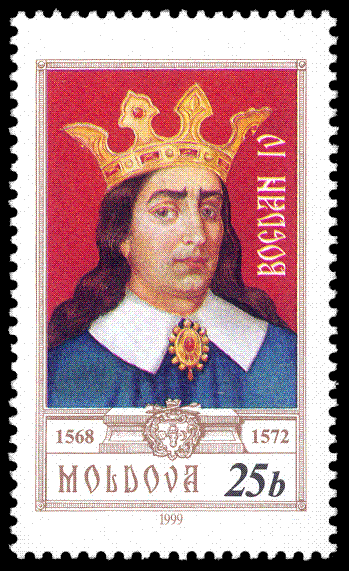
Bogdan IV. (moldawische Briefmarke 1999)

Bogdan IV. (* 1553; † 1574 in Moskau) war vom März 1568 bis zum Februar 1572 Wojwode des Fürstentums Moldau.
Bogdan war bei der Ermordung seines Vaters Fürst Alexandru Lăpușneanu gerade 15 Jahre alt. Für einige Zeit übernahm seine Mutter Ruxandra die Vormundschaft für ihren minderjährigen Sohn.
Außenpolitisch stand dieser völlig auf Seiten der Polen, er nahm sich auch später eine polnische Adelige als Ehefrau. Diese eindeutige Stellungnahme stieß viele der moldauischen Bojaren vor den Kopf, vor allem die Angst vor einer katholischen Missionierungswelle machte in dem orthodoxen Land die Runde. Der gegen Bogdan gerichteten Opposition stand bald der Bojar Ieremia Golia Cernăuteanul vor.
Als sich Bogdan schließlich – zwangsweise – in Polen aufhielt, beschwerten sich die Bojaren bei der Hohen Pforte. Diese nahm die Sorgen der Beschwerdeführer ernst und legte als neuen moldauischen Herrscher Ioan Vodă cel Viteaz (Fürst Johann der Tapfere) fest.
Wenig später versuchte Bogdan mit polnischer Hilfe, den Thron zurückzuerobern. Dieser Versuch scheiterte. Noch zwei Jahre lang zog der geschasste Herrscher von einem europäischen Fürstenhof zum anderen, stets auf der Suche nach Verbündeten. Im Juli 1574 verstarb er erst 21-jährig in Moskau.